# クスター・イブン・ルーカー
クスター・イブン・ルーカー（Qusṭā b. Lūqā）は9-10世紀アッバース朝期のシリアの医師、天文学者、数学者、翻訳家。メルキト教会のキリスト教徒である。ビザンツ帝国領内へ旅してギリシア語の科学書を持ちかえり、それらをアラビア語へ翻訳した。ヨーロッパでは Costa ben Luca のつづりや Constabulus のラテン名でも知られる。

## 生涯
クスター・イブン・ルーカーは、9世紀のイスラーム教徒の支配する土地で生きた、ギリシア系のキリスト教徒である。ヒジュラ暦205年ごろバールベック（ヘリオポリスともいう）に生まれ、おもにアッバース朝のみやこバグダードで活動し、ヒジュラ暦300年にアルメニアで亡くなった。生没年を西暦に換算すると、820年ごろに生まれ、912年から913年の間に亡くなったということになる。
職業は、医師、哲学者、天文学者、数学者、音楽家とされている。アラビア語をはじめ、ギリシア語とシリア語に通じていた。おそらくは若いころにビザンツ帝国領内に旅行して、ギリシア語で書かれた科学書を持ち帰った。それらの翻訳や、既存の翻訳の訂正などをしたのち、バグダードに招聘され、カリフ・ムスタイーン（在位：862-866年）のために働いた。バグダードではおそらくキンディーやサービト・イブン・クッラと知り合ったものと考えられている。キンディーとサービトはクスターの翻訳書の訂正や補完をしている。
クスターの活動は、非常に多くのパトロンに支えられていたことで知られている。アッバース朝の王族のほか、政府高官や、キリスト教の司教など、パトロンは多様であった。おそらくは865年よりも前に、アルメニアの支配者に勧誘を受けて移住した。アルメニアでは翻訳よりも、医学や天文学や数学に関するさまざまな論文を書いた。亡くなったときには王侯貴族や宗教指導者なみの立派な墓が築かれるという名誉を受けた。
クスターの伝記的情報の情報源は、おもに10世紀のナディームの『目録の書（フィフリスト）』や13世紀のキフティーの『学者列伝』、イブン・アビー・ウサイビアの『医師列伝』である。クスターの翻訳書の扱う分野は医学、天文学、数学など多岐にわたるが、ナディームによると、とりわけ医学に関するクスターの権威は、フナイン・イブン・イスハークを凌駕するという。
メルキト教会のキリスト教徒だったクスターはアルメニアにいたころに、天文学者のアブー・イーサー・イブン・ムナッジムにイスラームへの改宗を勧める書簡を受け取っている。同じくキリスト教徒だったフナイン・イブン・イスハークも、イブン・ムナッジムから、同様に改宗を勧める書簡を受け取っており、これらの書簡とクスター、フナインそれぞれの断りの返事が写本で残されている。

## 著作
Gabrieli, G. (1912) によると、翻訳書が17冊、論文が69本あるという。
非常に多くのギリシア語の書物をアラビア語へ翻訳した。アレクサンドリアのディオファントス、ビテュニアのテオドシウス、ピタネのアウトリュコス、アレクサンドリアのヒュプシクレスらの数学書、アリスタルコス、テオプラストス、ガレノス、ヘロン、ピロポノスの著作などがある。クスターの名に帰せられる翻訳は、かれ自身が翻訳したもののほか、監修したものも含まれる。
エウクレイデス『幾何学原論』の註釈を書いた。アルミラ球儀に関する論文もある。「大翻訳」とも呼ばれる、ギリシア語からアラビア語への翻訳活動は、9世紀に最高潮に達する。クスターはこの時代を代表する翻訳家である。
ナディームの『目録の書（フィフリスト）』には、クスターの著作がリストアップされている。60を超える論文の著者が、クスターの名に帰せられている。多くは医学に関する論文だが、数学や天文学に関するものもある。散逸することなく現代に残ったクスターの医学論文を参照すると、ヒッポクラテスからガレノスへと受け継がれたギリシア古代医学の学説（四体液説）にクスターが精通していたことがわかる。四体液説はのちのイスラーム医学の理論に基礎を与えることになる。
クスターの著作は、ラテン語への翻訳を通じてキリスト教圏のヨーロッパでも読まれた。クスターの著作のラテン語翻訳 De Differentia Spiritus et Animae は、中世フランスのパリ大学が1254年に「自然学を学ぶ上の必読書」に選んだ。これはヒスパニアのヨハンネスが1140年ごろに翻訳したものである。ナビーズというアラビア半島の伝統的な発酵飲料に関する著作もある。
De Differentia Spiritus et Animae には肺循環に相当する記述があるという説もある。

## 著作の一部のリスト
- Risalah fī Auja Al Niqris by Qusta Ibn Luqa. Edited with translation and commentary by Hakim Syed Zillur Rahman, Ibn Sina Academy of Medieval Medicine and Sciences, Aligarh, 2007 (ISBN 978-81-901362-8-0).
- Rislah fī al Nabidh (Arabic translation of Qusta ibn Luqa by Rufus. Edited with translation and commentary by Hakim Syed Zillur Rahman, Ibn Sina Academy of Medieval Medicine and Sciences, Aligarh, 2007 (ISBN 978-81-901362-7-3).
- Rîsâlah-i Nabîdh of Qustâ bin Lûqâ by Hakim Syed Zillur Rahman, Supplement to 'Studies in the History of Medicine and Science' (SHMS), Jamia Hamdard, Vol. IX(1985), pp. 185–201.
- Kitāb fī al‐ʿamal bi‐ʾl–kura al‐nujūmiyya (On the use of the celestial globe; with some variations as to title), which contains 65 chapters and was widely disseminated through at least two Arabic recensions as well as Latin, Hebrew, Spanish, and Italian translations. The Latin translation is edited by R. Lorch - J. Martínez: Qusta ben Lucae De sphera uolubili, in Suhayl, vol. 5
- the extant astronomical work, Hayʾat al‐aflāk (On the configuration of celestial bodies; Bodleian Library MS Arabic 879, Uri, p. 190), which is one of the earliest compositions in theoretical (hayʾa) astronomy
- Kitāb al‐Madkhal ilā ʿilm al‐nujūm (Introduction to the science of astronomy – astrology)
- Kitāb al‐Madkhal ilā al‐hayʾa wa‐ḥarakāt al‐aflāk wa‐ʾl‐kawākib (Introduction to the configuration and movements of celestial bodies and stars)
- Kitāb fī al‐ʿamal bi‐ʾl‐asṭurlāb al‐kurī (On the use of the spherical astrolabe; Leiden University Library MS Or. 51.2: Handlist, p. 12)
- Kitāb fī al‐ʿamal bi‐ʾl‐kura dhāt al‐kursī (On the use of the mounted celestial sphere). It is identical to Kitāb fī al‐ʿamal bi‐ʾl-kura al‐nujūmiyya mentioned above.
- The Introduction to Geometry. Translation and Commentary by Jan P. Hogendijk in Suhayl, vol. 8

## 発展資料
- Gabrieli, G. (1912). “Nota bibliographica su Qusṭā ibn Lūqā.” Atti della R. Accademia dei Lincei: Rendiconti, classe di scienze morali, storiche e filologiche 21: fasc. 5–6 : 341–382.